# スプリト駅

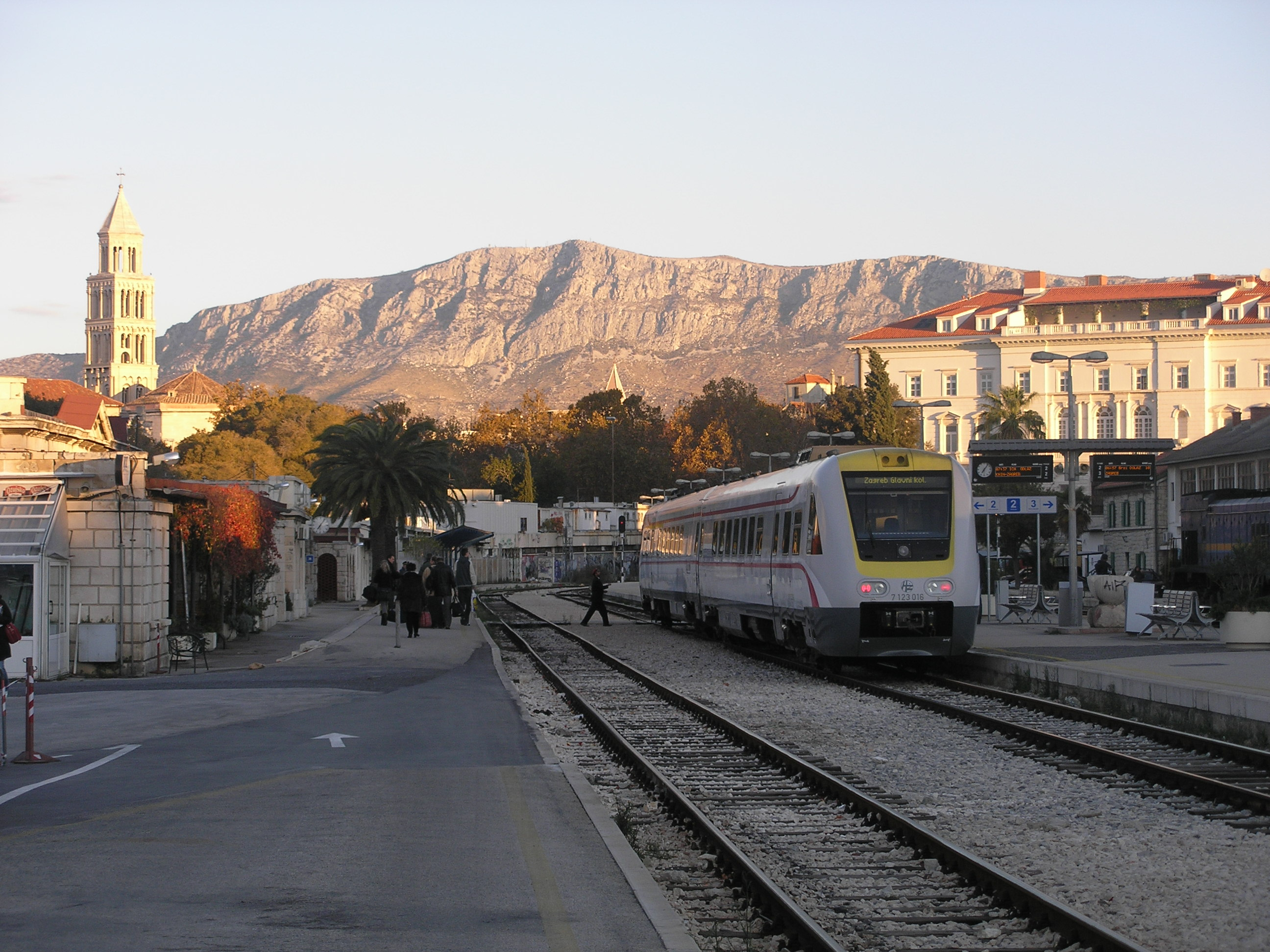
スプリト駅に停車している列車

スプリト駅（スプリトえき）は、クロアチア共和国スプリト＝ダルマチア郡スプリト市にある、クロアチア国鉄スプリト市街線の終端駅である。

## 駅構造

### ホーム
3面5線の地上駅。
| 路線   | 方向   | 行先                               | 備考                             |
| ------ | ------ | ---------------------------------- | -------------------------------- |
| 70号線 | 西方向 | シベニク、ザグレブ、ブダペスト方面 | インターシティ振り子、特急、普通 |

### ダイヤ
（2017年 - 2018年）
- ザグレブ行特急が、一日2本発車する。うち昼行の1本がインターシティ振り子(ICN)の、夜行の1本が特急(B)の種別で運行される。停車駅は多めで、快速に近い。
- 夏季には、夜行便が1本増発される。ザグレブ経由ブダペスト行特急「アドリア」号で、特に停車駅の少ない特急列車である。
- 夏季には、昼行便も1本増発される。種別はインターシティ振り子(ICN)。アドリア号よりは停車駅が多いが、通年運行の特急よりは停車駅が少ない。
- シベニク方面行の普通は、区間運転も含めて平日一日10本が発車するが、休日は一日2本しか運行されない。

## 駅周辺
- ヤドロリニヤフェリーターミナルが隣接していて、イタリア アンコーナと結ぶ航路がある[2]。

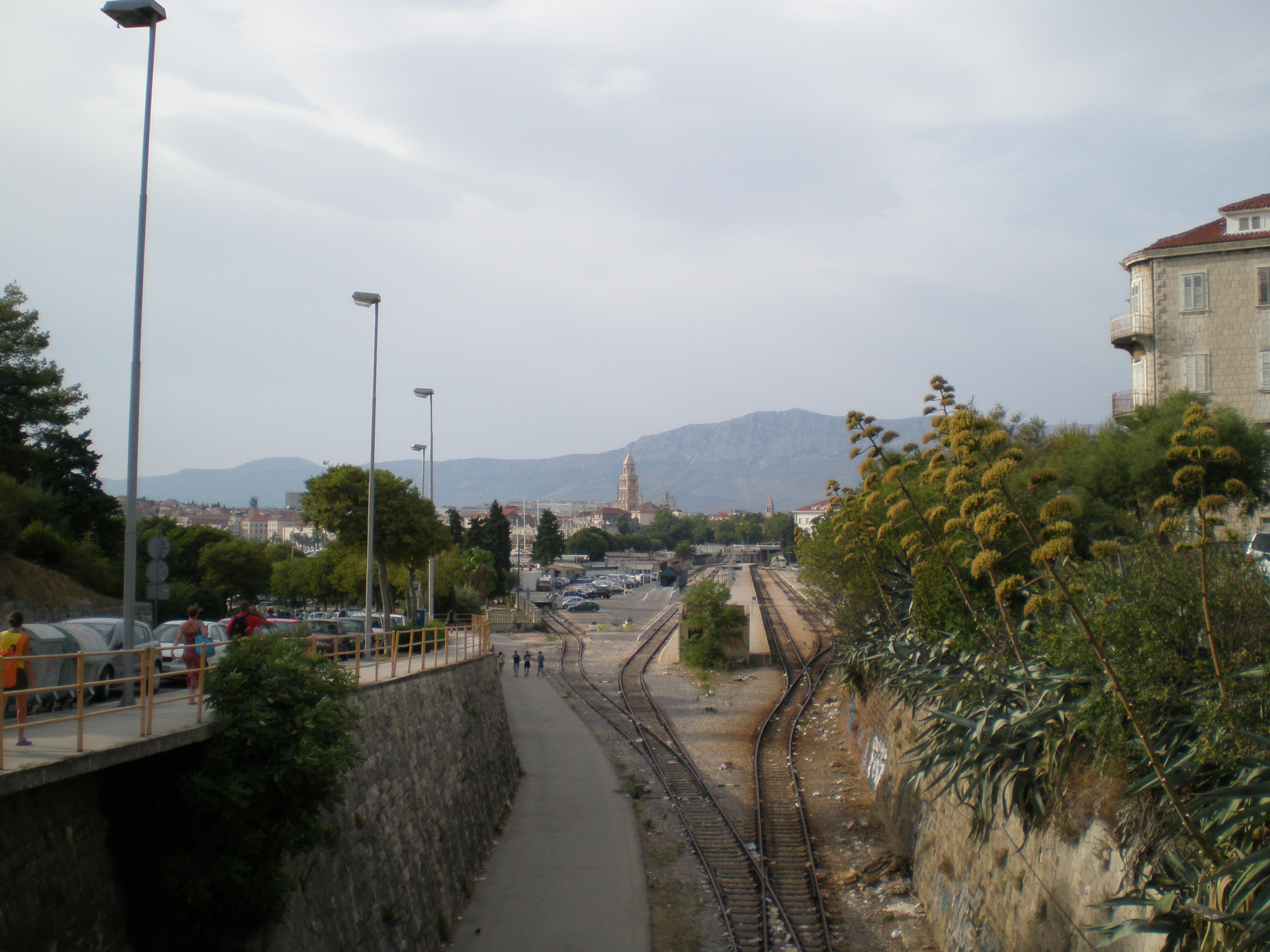
スプリト駅 終端から駅を望む
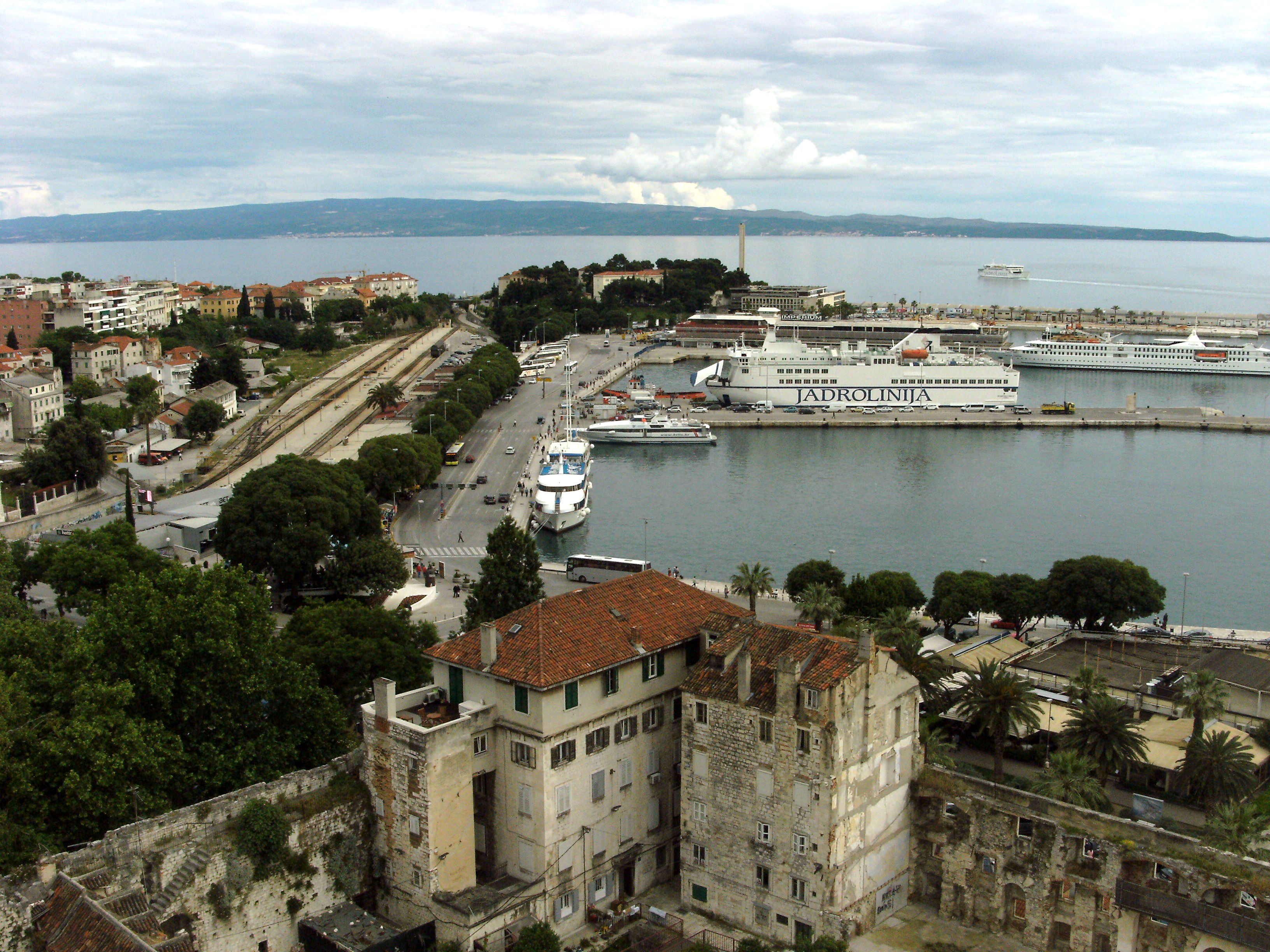
スプリト駅とスプリトフェリー港 対岸はブラチ島
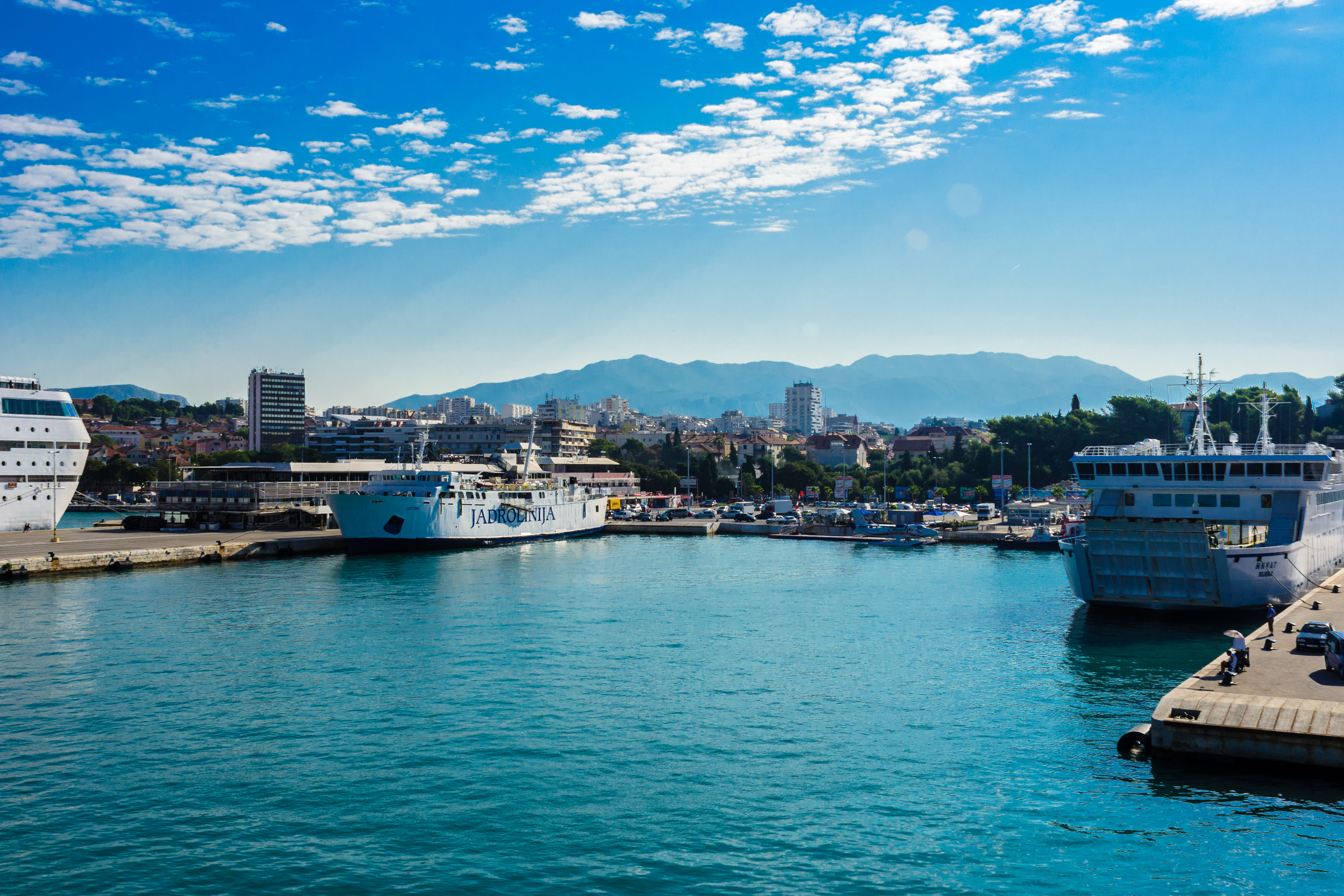
スプリトフェリー港

## 隣の駅
クロアチア国鉄
70号線
特急（アドリア号）
ペルコヴィッチ駅 - スプリト駅
インターシティ振り子、特急（アドリア号以外）
カシテル・スタリ駅 - スプリト駅
普通
スプリト郊外駅 - スプリト駅

## その他
- 旅客列車の発着する駅の中では、クロアチア最南端に位置する。北海道、函館本線の砂川駅よりやや緯度が高く、滝川駅より緯度が低い。